# Aparallactus
Aparallactus is een geslacht van slangen uit de familie Atractaspididae.

## Naam en indeling
Er zijn elf soorten, de wetenschappelijke naam van de groep werd voor het eerst voorgesteld door Andrew Smith in 1849.

## Uiterlijke kenmerken
De slang bereikt een lichaamslengte van ongeveer 20 tot 45 centimeter. De kop is niet duidelijk te onderscheiden van het lichaam door het ontbreken van een duidelijke insnoering. De ogen zijn relatief klein en hebben een ronde pupil. e slangen hebben kleine giftanden die bij een beet zelden de menselijke huid penetreren. Het gif is niet gevaarlijk voor mensen.

## Levenswijze
De slangen leven ondergronds of onder stenen en hout, ze zijn ook in termietennesten gevonden waar soms meerdere exemplaren tegelijkertijd leven. Van een aantal soorten is bekend dat ze voornamelijk leven van duizendpoten. De prooi wordt gedood door deze over het gehele lichaam te bijten. Duizendpoten zijn echter weerbaar; ze zijn wendbaar en bezitten grote gifkaken. Als de slang wordt gebeten trekt deze zich snel terug waarna een nieuwe aanval wordt ingezet.

## Verspreiding en habitat
De slangen komen voor in delen van Afrika en leven in de landen Benin, Botswana, Centraal-Afrikaanse Republiek, Congo-Brazzaville, Congo-Kinshasa, Eritrea, Ethiopië, Gabon, Ghana, Guinea, Ivoorkust, Kameroen, Kenia, Liberia, Malawi, Mozambique, Nigeria, Oeganda, Sierra Leone, Soedan, Somalië, Swaziland, Tanzania, Togo, Zambia, Zanzibar, Zimbabwe en Zuid-Afrika. De habitat bestaat uit savannen, scrublands en zowel vochtige als drogere bossen.

## Beschermingsstatus
Door de internationale natuurbeschermingsorganisatie IUCN is aan zeven soorten een beschermingsstatus toegewezen. Vijf soorten worden beschouwd als 'veilig' (Least Concern of LC), een soort als 'onzeker' (Data Deficient of DD) en een soort als 'gevoelig' (Near Threatened of NT).

## Soorten
Het geslacht omvat de volgende soorten, met de auteur en het verspreidingsgebied.
| Naam                    | Auteur                   | Verspreidingsgebied |
| ----------------------- | ------------------------ | --- |
| Aparallactus capensis   | Smith, 1849              | Zuid-Afrika, Swaziland, Botswana, Zimbabwe, Mozambique, Congo-Kinshasa, Zambia                                                                                                  |
| Aparallactus guentheri  | Boulenger, 1895          | Zimbabwe, Zambia, Malawi, Kenia, Mozambique, Tanzania, Zanzibar |
| Aparallactus jacksonii  | Günther, 1888            | Ethiopië, Tanzania, Soedan, Kenia, Somalië, Oeganda |
| Aparallactus lineatus   | Peters, 1870             | Guinea, Liberia, Ghana, Kameroen, Ivoorkust |
| Aparallactus lunulatus  | Peters, 1854             | Zimbabwe, Mozambique, Zuid-Afrika, Swaziland, Zambia, Congo-Kinshasa, Ghana, Eritrea, Ivoorkust, Ethiopië, Somalië, Centraal-Afrikaanse Republiek, Kameroen, Botswana, Tanzania |
| Aparallactus modestus   | Günther, 1859            | Centraal-Afrikaanse Republiek, Oeganda, Congo-Kinshasa, Congo-Brazzaville, Nigeria, Togo, Benin, Ghana, Ivoorkust, Liberia, Sierra Leone, Kameroen, Gabon, Guinea               |
| Aparallactus moeruensis | de Witte & Laurent, 1943 | Congo-Kinshasa |
| Aparallactus niger      | Boulenger, 1897          | Guinea, Sierra Leone, Liberia, Ivoorkust |
| Aparallactus nigriceps  | Peters, 1854             | Mozambique |
| Aparallactus turneri    | Loveridge, 1935          | Kenia |
| Aparallactus werneri    | Boulenger, 1895          | Tanzania |